# Death Star Interceptor
Vous lisez un « bon article » labellisé en 2019.
Death Star Interceptor (parfois Deathstar Interceptor, ou simplement Death Star) est un jeu vidéo sur ordinateur personnel de type shoot 'em up développé et édité en 1984 par System 3 Software sur Commodore 64, puis porté sur ZX Spectrum l'année suivante, uniquement au Royaume-Uni.
Le jeu adapte la séquence de la bataille de Yavin qui se déroule à la fin du premier film de la franchise Star Wars, Un nouvel espoir. Il propose trois phases de jeu différentes, un saut dans l'hyperespace, des combats à l'approche de l'Étoile de la mort et un raid dans la tranchée pour lancer une bombe et détruire la station spatiale.
Le jeu est d'abord développé sur Commodore 64 par Mark Cale puis porté sur ZX Spectrum. Cale se rend aux États-Unis pour tenter d'obtenir une licence afin de distribuer le jeu sur le continent mais ne l'obtient pas. Il intègre des musiques du film composées par John Williams et des voix numérisées, sous licence auprès de la Fox. Le jeu est cependant adapté sans licence officielle.
Lors de sa sortie, le jeu est globalement bien accueilli par la presse spécialisée, qui relève la qualité de la programmation, de sa bande-son et un gameplay rapide.

## Trame
Death Star Interceptor se déroule dans un univers de science-fiction inspiré de Star Wars. Le jeu adapte la séquence de la bataille de Yavin se déroulant à la fin du premier film de la franchise, Un nouvel espoir,.
En 4020 AD, l'Empire galactique tente d'asservir la Terre pour envoyer des humains dans ses mines. En 4021, face à la résistance des terriens, l'Empire envoie l'Étoile de la mort, une sorte de lune ronde en métal, qui s'approche de la planète et la menace de destruction,. Aux commandes de son vaisseau, le héros lutte contre l'invasion ennemie et tente de détruire la station spatiale. Une faiblesse a été repérée au cœur de l'Étoile, qui menace d'exploser si une bombe est lancée en son centre, obligeant le protagoniste à tenter l'opération.

## Système de jeu
Death Star Interceptor est un jeu vidéo de type shoot 'em up affiché dans une vue à la troisième personne avec un écran fixe. Le jeu propose ainsi l'enchaînement de douze écrans différents, simulant un scrolling vers l'avant, et ainsi l'approche de l'Étoile de la mort ou l'avancée dans une tranchée,. Il propose trois phases de jeu différentes, un saut dans l'hyperespace, des combats à l'approche de l'Étoile de la mort et un raid dans la tranchée pour lancer une bombe et détruire le satellite,. Le jeu propose quatre niveaux de difficulté : « Cadet », « Pilot », « Commander » et « Master ».

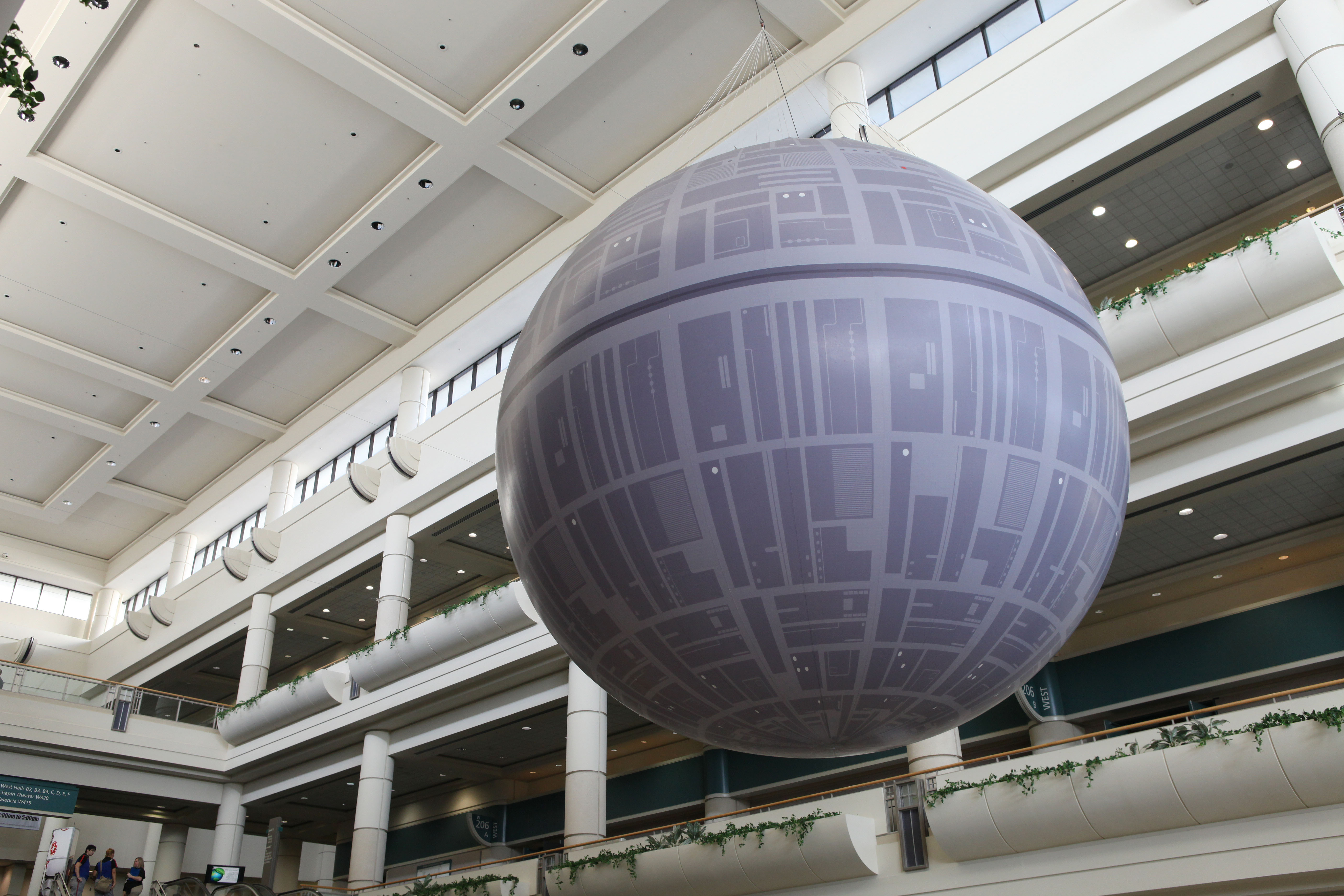
L'Étoile de la mort.

La première phase consiste à faire passer le vaisseau (un X-wing) dans une sorte de portail situé au centre de l'écran alors que sa trajectoire est erratique,. La seconde affiche l'Étoile de la mort en fond et voit plusieurs vagues de vaisseaux ennemis (des chasseurs TIE) s'approcher et traverser l'écran à mesure que le vaisseau du joueur se rapproche du satellite,,. La dernière consiste à plonger dans la tranchée à la surface de l'Étoile pour éviter des lasers ou les détruire, ainsi que les ennemis ou les canons, puis de lancer une bombe au centre de l'Étoile de la mort,,. En cas de succès, le vaisseau s'éloigne du satellite et celui-ci explose. Les ennemis bénéficient de plusieurs comportements différents,.

## Développement
Death Star Interceptor est développé par System 3 Software, un studio de développement britannique, sur une période d'un an et demi, d'abord sur Commodore 64 par Mark Cale, avant d'être porté sur ZX Spectrum,,. Cale se rend aux États-Unis pour tenter d'obtenir une licence afin de distribuer le jeu sur le continent mais n'y parvient pas. Le jeu intègre des musiques du film composées par John Williams et des voix numérisées, sous licence obtenue auprès de la Fox,,. Le jeu est cependant adapté sans licence officielle.

## Accueil
| Aperçu des notes reçues       |         |
| Commodore 64                  |         |
| Médias                        | Notes   |
| Computer and Video Games (UK) | 7,75/10 |
| TV Gamer (UK)                 | 3,5/5   |
| ZX Spectrum                   |         |
| Médias                        | Notes   |
| Computer and Video Games (UK) | 9,25/10 |
| Computer Gamer (UK)           | 5/5     |
| Crash (UK)                    | 92 %    |
| ZX Computing (UK)             | 4,66/5  |
| Popular Computing Weekly (UK) | 5/5     |
| Your Spectrum (UK)            | 1,33/5  |
| Sinclair User (UK)            | 1/5     |

Lors de sa sortie, le jeu est globalement bien accueilli par la presse spécialisée, qui relève la qualité de la programmation, de sa bande-son et un gameplay rapide.
Concernant la version Commodore 64, Computer and Video Games ressent l'influence des titres Golf et Buck Rogers: Planet of Zoom, bien que le concepteur ait précisé avoir débuté le processus avant la sortie de ces jeux. Le magazine juge cependant le jeu assez original pour se démarquer de ses modèles. Il rajoute que Death Star n'est probablement pas un classique, mais mérite un achat. Le magazine souligne également la conception maîtrisée du programme. TV Gamer considère le gameplay addictif et l'achat justifié.
Concernant la version Spectrum, Crash apprécie cette version, jugée meilleure que l'originale. Le magazine loue la qualité de l'adaptation du thème musical de Star Wars, et qualifie le jeu de « shoot 'em up le plus rapide et le plus solide disponible sur Spectrum » à ce moment-là. Il apprécie ainsi le gameplay et les graphismes jugés bons. Selon Computer and Video Games, la première séquence peut devenir « irritante ». Le magazine apprécie les graphismes et note la qualité des dessins des vaisseaux ennemis. Il estime que le jeu propose de bonnes fonctionnalités notamment sa partie sonore. Computer Gamer apprécie le jeu malgré un a priori négatif, et la bande-son sous licence, qui remplace les « bips pathétiques » du Spectrum par des « bourdonnements », cependant jugés plus agréables pour les tympans. Le magazine est impressionné par la seconde phase, et se le dit « encore plus » par la suivante. Popular Computing Weekly apprécie le titre, relevant un gameplay rapide dans les phases de jeu les plus calmes et un rythme « fou » dans les plus rapides. Le journal apprécie l'aspect sonore et l'impression de 3D. Home Computing Weekly juge le jeu « techniquement impressionnant », mais péchant au niveau de la jouabilité à cause de la configuration des contrôles. Your Spectrum concède avoir vu de bonnes critiques de la part de ses confrères mais n'apprécie pas le jeu, reconnaissant la qualité des graphismes avec la réserve d'un gameplay « ennuyeux ». C'est aussi ce qualificatif qu'utilise Sinclair User pour résumer le jeu.

## Postérité
Death Star Interceptor est réédité en 1986 dans une compilation nommée Off the Hook sur Commodore 64 aux côtés d'autres jeux de la plate-forme. Cette compilation à but caritatif fait suite à Soft Aid (en), une première compilation sortie en 1985 afin de lever des fonds en faveur de Band Aid. Cette fois-ci, elle est destinée à Princes Trust for Drug Rehabilitation.